# Groove Musique
« Microsoft Groove » redirige ici. Pour le logiciel de travail collaboratif, voir Microsoft Office Groove.
 (octobre 2019).
Si vous disposez d'ouvrages ou d'articles de référence ou si vous connaissez des sites web de qualité traitant du thème abordé ici, merci de compléter l'article en donnant les références utiles à sa vérifiabilité et en les liant à la section « Notes et références ».
Chronologie des versions
Zune Musique et 
Xbox Musique Media Player
Groove Musique, auparavant connu sous le nom de Zune Musique puis Xbox Musique, est un service de musique à la demande numérique développé par Microsoft. Groove Musique proposait un abonnement et des achats auprès du Windows Store. Il s'agit aussi d'un lecteur de musique.
Groove Musique est un service Web qui se décline en applications disponibles sur les supports de la firme, Windows, Xbox et Windows Phone, ainsi que sur d'autres systèmes d'exploitation mobiles, tels qu'iOS et Android. Le catalogue de Groove Musique comportait plus de 38 millions de pistes audio.
En 2015, Xbox Musique est remplacé par Groove Musique avec l'arrivée de Windows 10, car la marque Xbox se recentre sur les jeux vidéo.
Microsoft a annoncé le 2 octobre 2017 que les services d'abonnement et d'achat de musiques prendront fin le 31 décembre 2017. En effet Microsoft invite les clients de Groove Musique à migrer sur Spotify avec lequel il est en partenariat. L'application permet toujours d'écouter de la musique qui est sur l'appareil.
Le 1er juin 2018, l'application Microsoft Groove Android et iOS fut définitivement retiré du Google Play Store et de l'App Store. Cependant, l'application sur Windows 10 et Windows 10 Mobile continue d'être mise à jour, mais rarement. La dernière mise à jour de février 2020 a consisté à modifier le logo du service. Sur Windows Phone 8.1 elle n'a plus été mise à jour depuis, et garde toujours l'appellation Xbox Musique.